# Guillermo Lohmann Villena
Guillermo Lohmann Villena (Lima, Perú, 17 de octubre de 1915 - 14 de julio de 2005) fue un historiador, genealogista, abogado, catedrático y diplomático peruano.
Es considerado como uno de los más prolíficos historiadores peruanos y el más importante especialista en la época virreinal. Su figura se había hecho muy habitual en las bibliotecas y centros documentales de la ciudad.

## Biografía
Hijo de Juan Pablo Lohmann y Carmen Villena Rey. Nació el 17 de octubre de 1915 en la Calle Shell de Miraflores. Estudió en el Deutsche Schule (Colegio Alemán) de Lima, excepto en 1928, cuando se trasladó a Hamburgo.
En 1933, ingresa a la Pontificia Universidad Católica del Perú para estudiar Letras y Derecho. En 1936 se convierte en asistente de las clases del padre Rubén Vargas Ugarte S.J.. En 1937, se convierte Bachiller en Humanidades y al año siguiente en doctor en Historia. En 1939, se recibe de bachiller en Derecho y Ciencias políticas con Un jurista del virreinato: Juan de Hevia Bolaño, su vida y sus obras y, en 1940, de abogado.
En abril de 1943, a los 28 años, ingresó al Servicio diplomático del Perú como tercer secretario. Estuvo como consejero de la embajada peruana en España  (1943-1950 y 1952-1962) y luego en Argentina (1965 y 1966). En 1969, en reemplazo de Pedro Ugarteche Tizón, fue designado director de la Academia Diplomática del Perú, cargo que ocupó hasta 1971, cuando obtuvo la categoría de embajador y fue nombrado director general del protocolo. En 1974, fue enviado a París como delegado permanente ante la Unesco, puesto que mantuvo hasta 1977.
Se casó en la parroquia de San Agustín, en Madrid, el 15 de noviembre de 1945, con Paloma Luca de Tena y Brunet, hija del periodista español Juan Ignacio Luca de Tena, marqués de Luca de Tena. La pareja tuvo seis hijos y catorce nietos.
En 1945, ayudó a Ella Dunbar Temple a fundar la Sociedad Peruana de Historia. Al año siguiente, fue hecho miembro correspondiente del Instituto Histórico del Perú (después Academia Nacional de la Historia), del que después fue incorporado como miembro de número y del que sería presidente de 1966 a 1979.
En 1966, el gobierno de Fernando Belaúnde lo nombró director de la Biblioteca Nacional y, en 1968, la Universidad del Pacífico lo eligió rector para reemplazar a Juan Ignacio Elguera. Sin embargo, ocupó el puesto solo por 18 días dado que el gobierno de Velasco emitió en decreto en el que le impedía ocupar el rectorado y la dirección de la Biblioteca Nacional. En 1969, fue designado director de la Academia Diplomática del Perú y, en 1971, tras una larga carrera en el servicio, fue ascendido al rango de embajador. Este último año, fue nombrado director general de Protocolo de la Cancillería, puesto que ocupó hasta 1974 cuando el Gobierno lo designó representante permanente de su país ante la UNESCO. Establecido en Madrid, desde 1979 hasta 1983 fue secretario general de la Oficina de Educación Iberoamericana (hoy Organización de los Estados Americanos para la Educación, la Ciencia y la Cultura).
En 1985, fue nombrado jefe del Archivo General de la Nación y, desde entonces, se dedicó en profundidad a la vida académica recibiendo numerosos reconocimientos a su labor como historiador.

## Cronología de Lohmann Villena
Inició sus estudios en el "Deutsche Schule" de Lima.
- 1938: Doctor en Historia.

- 1939: Bachiller en derecho.

- 1940: Se recibe de Abogado y es incorporado a la docencia, dictando la cátedra de Historia Virreinal.

- 1943: Se incorpora al servicio del Ministerio de RR.EE.

- 1945: Contribuyó a fundar la Sociedad Peruana de Historia.

- 1946: Miembro del Instituto Histórico del Perú, que a partir de 1962 es llamada Academia Nacional de la Historia. También se le impone la Encomienda de la Orden Civil de Alfonso X el Sabio.[1]

- 1948: Desempeña funciones de primer secretario en la embajada acreditada ante el gobierno de España (1948-1950 y 1952-1963), recibió el Premio Nacional de Historia “Inca Garcilaso de la Vega”.

- 1953: Representó a la Universidad Católica en los actos solemnes del 7.º centenario de la Universidad de Salamanca (España).

- 1956: Premio Menéndez Pelayo.

- 1962: Inspector de archivos y museos en los periodos: 1962-1965 y 1979-1980.

- 1965: Ministro consejero en Buenos Aires (1965-66); La Universidad de Sevilla le confirió el título de doctor honoris causa en dicha casa de estudios.

- 1966: Director de la Biblioteca Nacional del Perú (14-X-1966 a 26-IV-1969); Presidente de la Academia Nacional de Historia entre 1966 y 1979.

- 1969: Director de la Academia Diplomática del Perú(1969-1971); Rector de la Universidad del Pacífico.

- 1969: Director del Instituto Peruano de Investigaciones Genealógicas (1969-1970).

- 1971: Es nombrado Embajador; director general de Protocolo (1971-1974).

- 1972: Miembro de número en la Academia Peruana de la Lengua.

- 1974: Delegado permanente ante la UNESCO (París: 1974-1977).

- 1975: Deja de ejercer la docencia universitaria.

- 1979: Secretario general de la Oficina de Educación Iberoamericana (hoy Organización de los Estados Americanos para la Educación, la Ciencia y la Cultura), con sede en Madrid (1979-83).

- 1985: Jefe del Archivo General de la Nación.

- 1986: Miembro fundador de la Academia Peruana de Historia Eclesiástica (antes Instituto Peruano de Historia Eclesiástica).

- 1989: Es nombrado miembro vitalicio del Instituto Riva-Agüero y es profesor honorario del Departamento de Humanidades de la Universidad Católica.

- 1990: Vicepresidente de la Asociación de Egresados y Graduados del Departamento de Humanidades de la Universidad Católica (1990-1997).

- 1991: Académico de honor de la Sevillana de Buenas Letras.

- 1998: Socio honorario de la Asociación de Archiveros del Perú.

- 1999: Premio Southern Perú.

Ha recibido la Orden de El Sol del Perú en el grado de Gran Cruz y ostenta -también- condecoraciones de Alemania, Argentina, Bolivia, Brasil, Chile, Colombia, Ecuador, España y Venezuela; Ha recibido del Centro de Estudios Histórico-Militares del Perú la distinción del Premio Luis Antonio Eguiguren; Fue miembro de honor del Consejo Superior de Investigaciones Científicas de Madrid y de The Hispanic Society of America, así como de las Academias Nacionales de la Historia de la Argentina, Bolivia, Chile y España. 1948 Premio Nacional de Historia Inca Garcilaso de la Vega 1956:Premio Menéndez Pelayo. 1965 La Universidad de Sevilla le confirió el título de doctor honoris